# O Edifício da Mulher

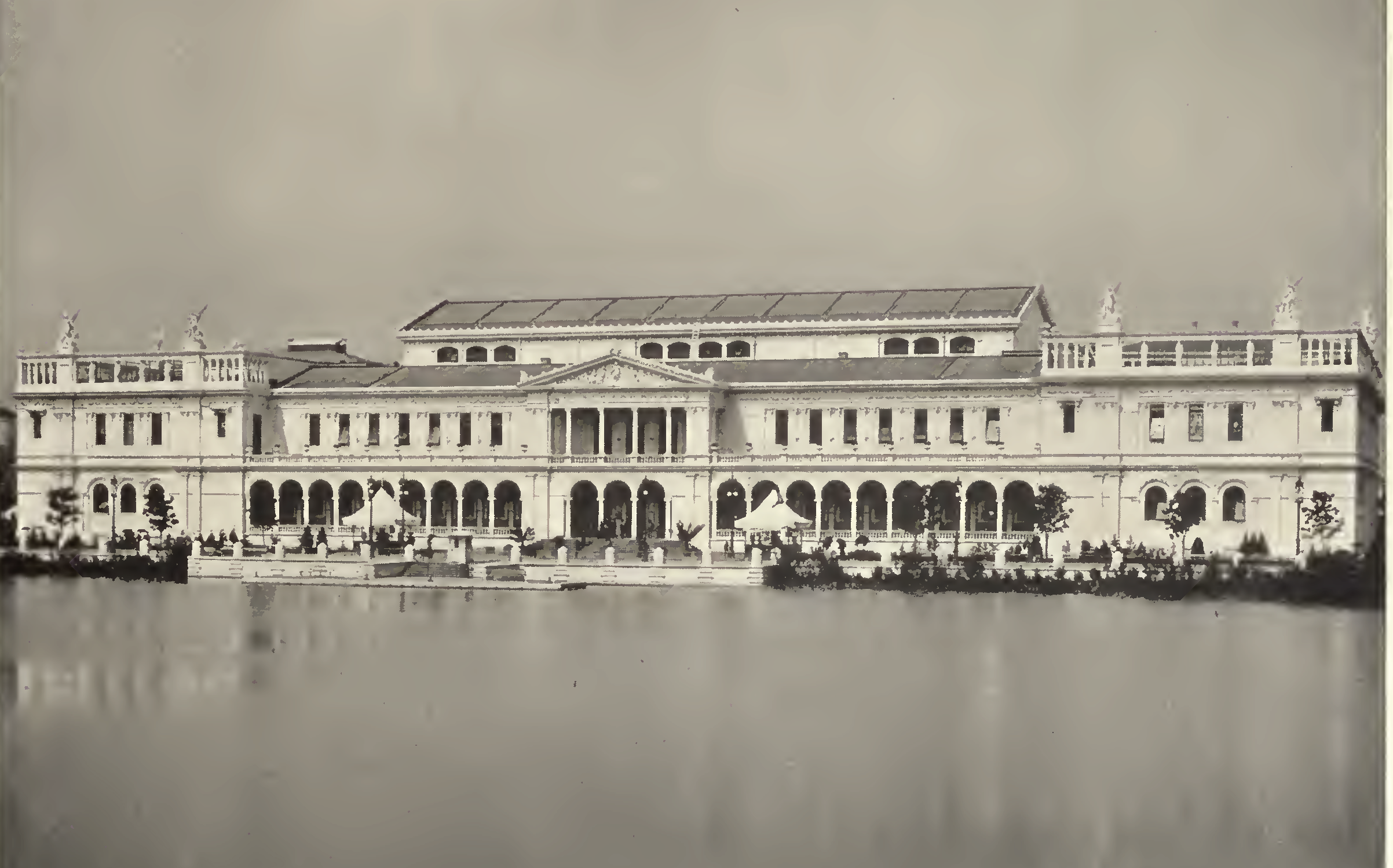
Edifício da Mulher na Exposição Universal de 1893

O Edifício da Mulher foi projetado e construído para a Exposição Universal de 1893, realizada em Chicago, em homenagem aos 400 anos da chegada de Cristóvão Colombo ao Novo Mundo. O edifício possuía espaço para exposições, além de uma sala de reunião, uma biblioteca e um Salão de Honra. Benjamin Cummings, em seu livro História da Feira Mundial, declara: "Levará muito tempo até que uma aglomeração do trabalho da mulher, como pode ser visto agora no Edifício da Mulher, seja reunida de todas as partes do mundo novamente".

## Origens
Começando em 1889, mulheres ativistas em Chicago fizeram lobby para que a cidade se tornasse sede da Exposição Universal de 1892. Elas também pediram um lugar oficial para as mulheres no planejamento e nas exposições da feira. Lideradas por Emma Gilson Wallace, elas sugeriram a criação de um "Departamento das Mulheres para a Feira". Essas ativistas vieram de diferentes organizações de mulheres, envolvidas em filantropia, educação e sufrágio.
O Comitê do Quarto Centenário do Senado aprovou o Projeto de Lei da Feira, nomeando Chicago como a sede da exposição. Quando o projeto de lei foi enviado à Câmara dos Representantes, William McKendree Springer anexou uma emenda para criar um Conselho de Diretoras. A Câmara aceitou o projeto e, em 1890, o Presidente Benjamin Harrison assinou o projeto.
O Conselho Nacional nomeou 117 mulheres para o Conselho de Diretoras, incluindo duas mulheres de cada estado, território e do Distrito de Columbia, além de mulheres em geral. Entre os deveres relacionados à feira, as Diretoras estavam encarregadas dos planos para o Salão da Mulher.

### Conselho de Diretoras

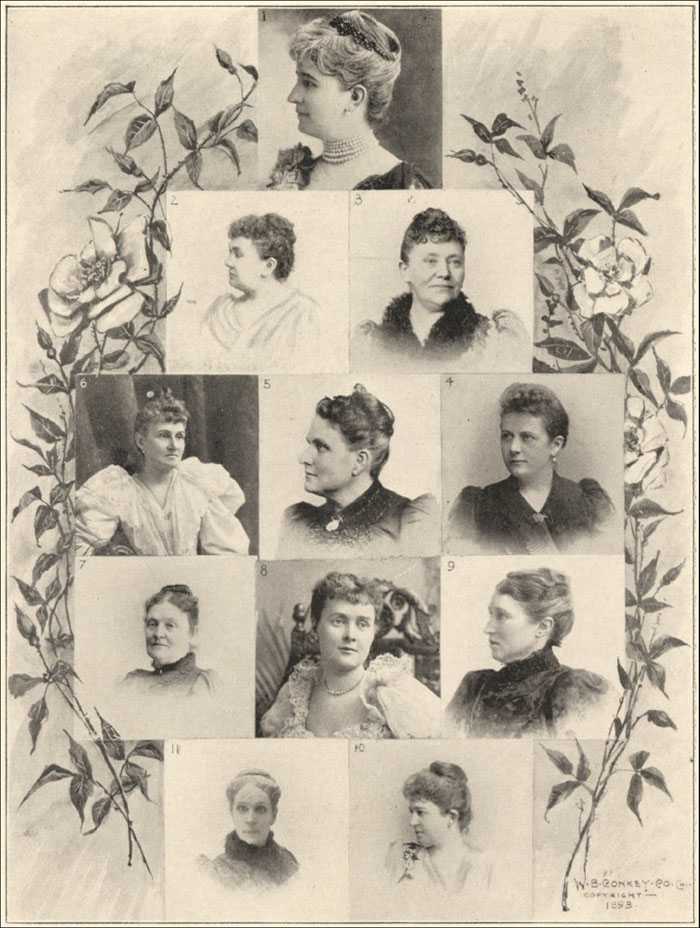
Oficiais do Conselho de Diretoras

Oficiais proeminentes do Conselho de Diretoras:
- Sra. Potter Palmer – Presidente
- Sra. Susan G. Cook – Secretária
- Sra. V. C. Meredith – Vice-Presidente do Comitê Executivo
- Sra. Russell B. Harrington – Vice-Presidente Geral
- Sra. John A. Logan – Vice-Presidente do Comitê de Cerimônias

Vice-presidentes do Conselho de Diretoras:
- Sra. Ralph Trautman – Primeira Vice-Presidente
- Sra. Edwin C. Burleigh – Segunda Vice-Presidente
- Sra. Charles Pierce – Terceira Vice-Presidente
- Miss K. L. Minor – Quarta Vice-Presidente
- Sra. Beriah Wilkins – Quinta Vice-Presidente
- Sra. Susan R. Ashley – Sexta Vice-Presidente
- Sra. Flora Beall Ginty – Sétima Vice-Presidente
- Sra. Margaret Blaine Salisbury – Oitava Vice-Presidente

Membros residentes do Conselho de Diretoras:
- Sra. Potter Palmer
- Sra. Solomon Thacher, Jr.
- Sra. L. Brace Shattuck
- Sra. James A. Mulligan
- Dra. Frances Dickenson
- Sra. M. R. M. Wallace
- Sra. Leander Stone
- Sra. James R. Doolittle, Jr.
- Sra. Matilda B. Carse

## O edifício

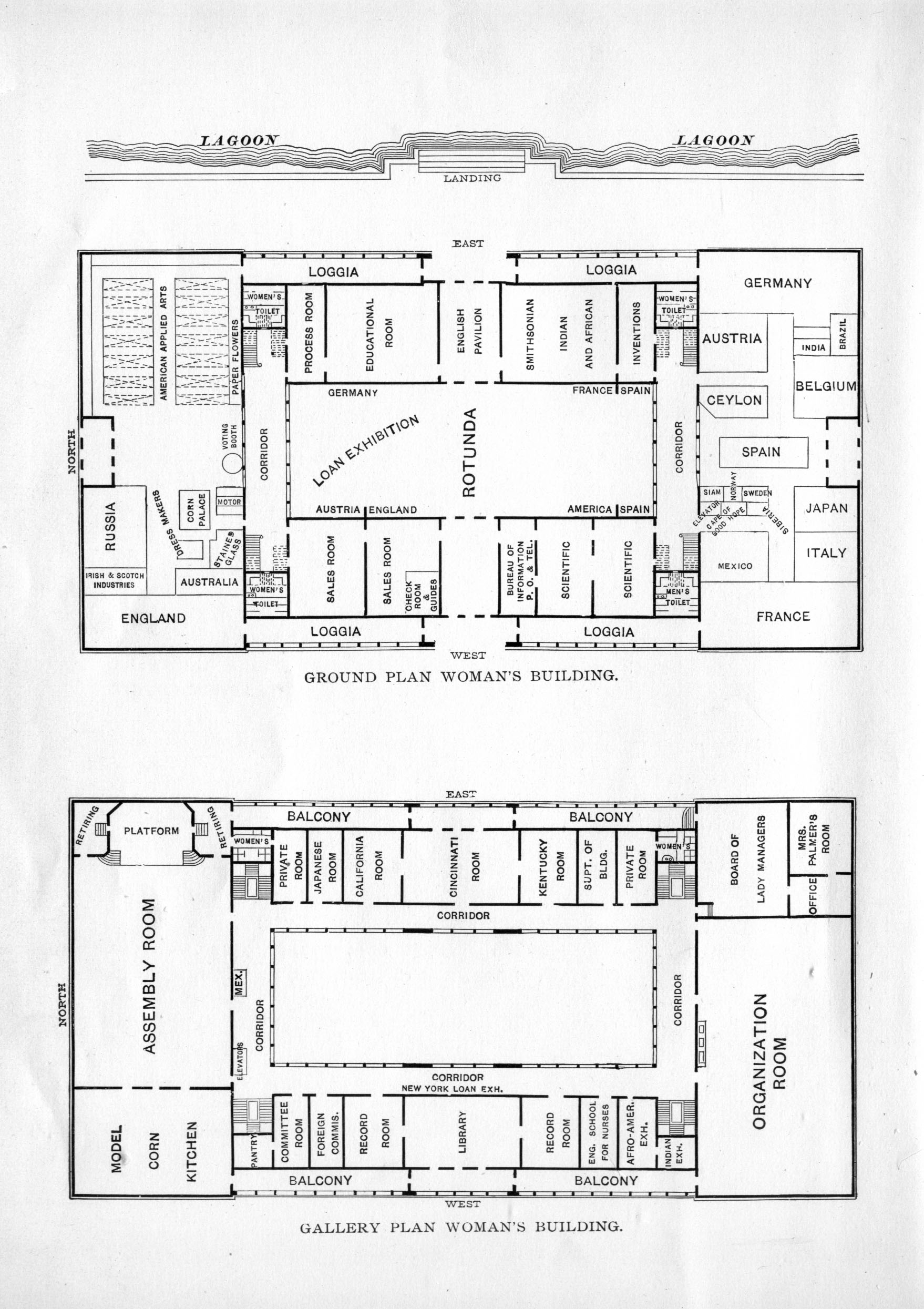
Planta baixa e planta do térreo do Edifício da Mulher, Exposição Universal, 1893

Foram enviados 14 projetos por arquitetas para O Edifício da Mulher. O Conselho de Arquitetos selecionou o projeto de Sophia Hayden. Alice Rideout foi escolhida como escultora oficial do Edifício da Mulher. Ela criou os grupos de esculturas da parte exterior e o frontão. Enid Yandell projetou e criou a cariátide que sustentava o jardim elevado. Candace Wheeler supervisionou a decoração interior.
A decoração interior incluía murais pintados por Mary Fairchild MacMonnies Low (a "Mulher Primitiva") e Mary Cassatt (a "Mulher Moderna"). Cassatt foi convidada a pintar um mural de aproximadamente 18 x 7 metros para o tímpano norte, sobre a entrada da Galeria de Honra, mostrando o avanço das mulheres ao longo da história, chamado Mulher Moderna. Quatro painéis no Salão de Honra foram pintados por Lucia Fairchild Fuller, Amanda Brewster Sewell, Rosina Emmet Sherwood e Lydia Field Emmet. A escultora britânica Ellen Mary Rope contribuiu com um baixo-relevo, o qual representava "Esperança, Caridade, Fé e Sabedoria Divina", o qual, eventualmente, foi movido para a sala de jantar do primeiro "Ladies' Residential Chambers", em Londres, um projeto das primas Rhoda e Agnes Garrett. O mural do teto da biblioteca foi pintado por Dora Wheeler Keith.

## Exposições

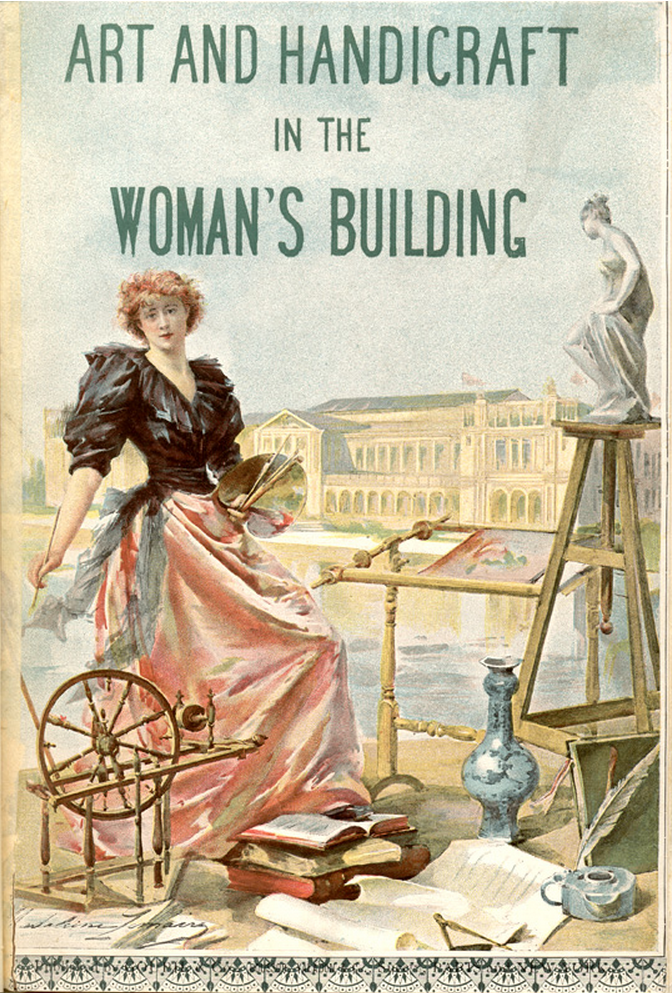
Cartaz por Madeleine Lemaire para A Arte e Artesanato no Edifício da Mulher

O Edifício da Mulher continha exibições de obras por mulheres em uma variedade de áreas, desde belas artes, arte aplicada, literatura e música, até ciência e economia doméstica. Também havia exposições sobre mulheres na história americana e em outras culturas e lugares do mundo.
Anexado ao Edifício da Mulher estava o Edifício da Criança, que exibia as melhores práticas americanas do século XIX para criação e educação infantil.

## Legado
Yandell co-escreveu um relato semi-autobiográfico de seu envolvimento no planejamento da feira, chamado Three Girls in a Flat (1892).
As exposições no Edifício da Mulher inspiraram uma mulher nobre da Dinamarca, Sophie Oxholm, a organizar uma exposição de mulheres em Copenhague, resultando eventualmente na Exposição Feminina de Copenhague de 1895.
Os edifícios das Exposições Universais são normalmente demolidos após o término do evento, e encontrar outra casa para eles raramente é prático (uma exceção foi o Crystal Palace após a Grande Exposição de 1851). O Edifício da Mulher foi destruído como parte da demolição geral após a feira. Após a exposição, o mural de Cassatt e muitas outras obras de arte de mulheres foram armazenadas e posteriormente perdidas.
Oitenta anos depois, o Edifício da Mulher estava quase perdido na história. Com o florescimento da segunda onda do feminismo, as mulheres foram buscar o que havia acontecido antes. A artista feminista Judy Chicago e sua equipe de estudantes, durante a criação de The Dinner Party, descobriram uma cópia do catálogo do Edifício da Mulher em um sebo. Quando o Edifício da Mulher de Los Angeles foi inaugurado em 1973, os fundadores decidiram nomear a organização em homenagem ao Edifício da Mulher de 1893.

## Galeria

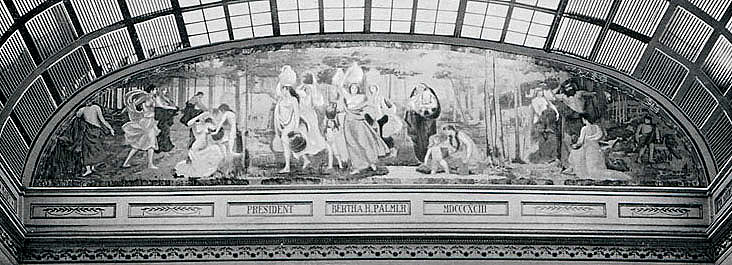
Mary Fairchild MacMonnies - Mulher Primitiva - Decoração do Edifício da Mulher na Exposição Universal de 1893
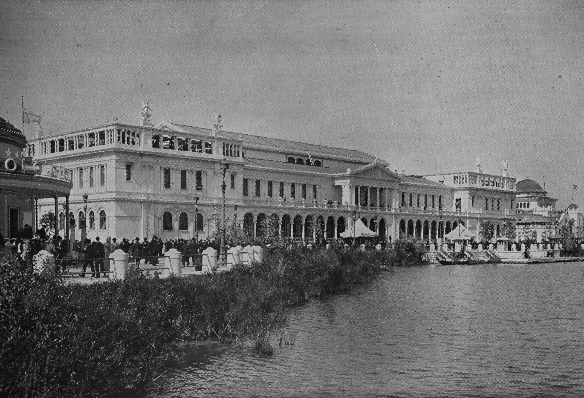
O Edifício da Mulher, Exposição Universal, 1893
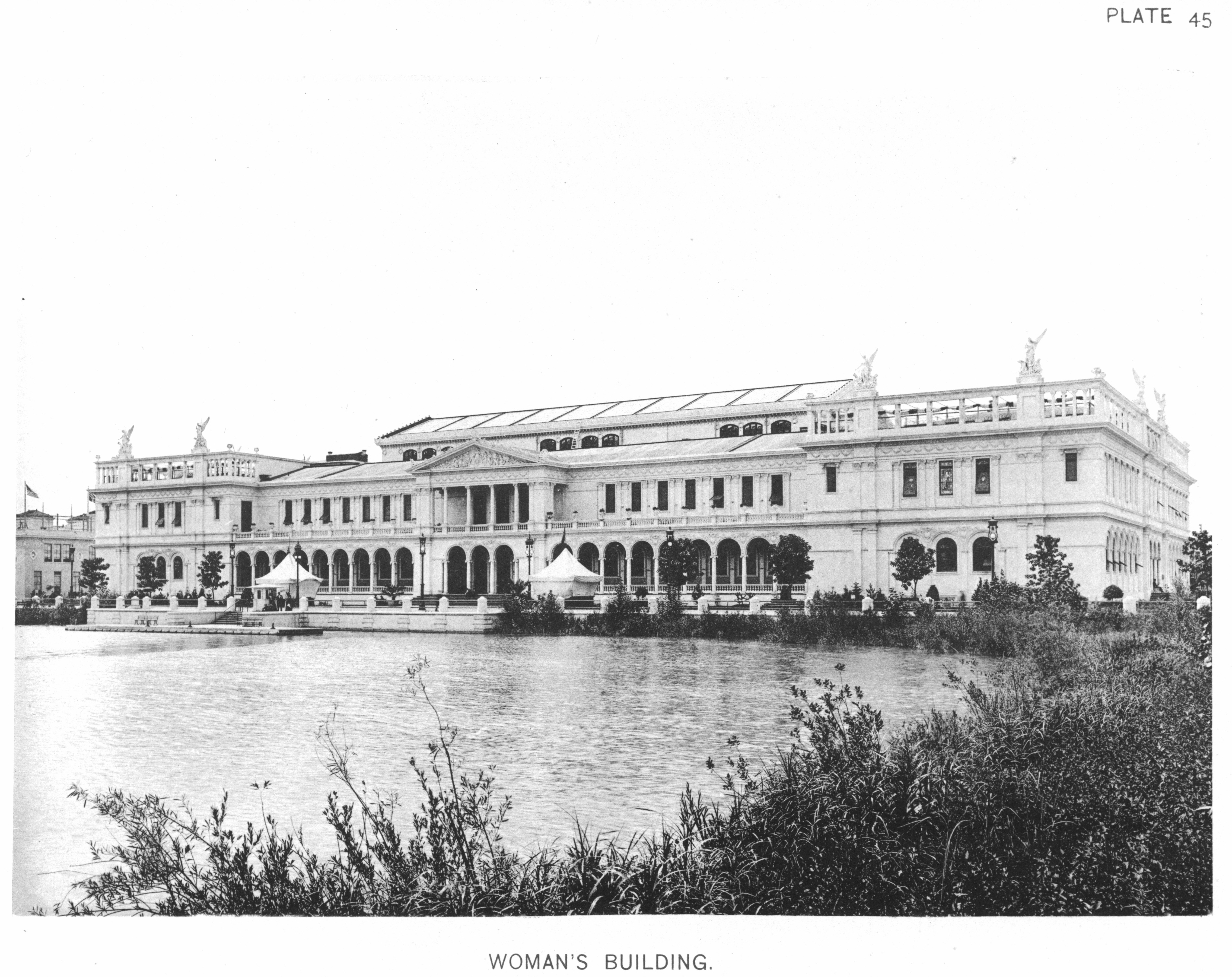
O Edifício da Mulher - Vistas oficiais da Exposição Universal - 45
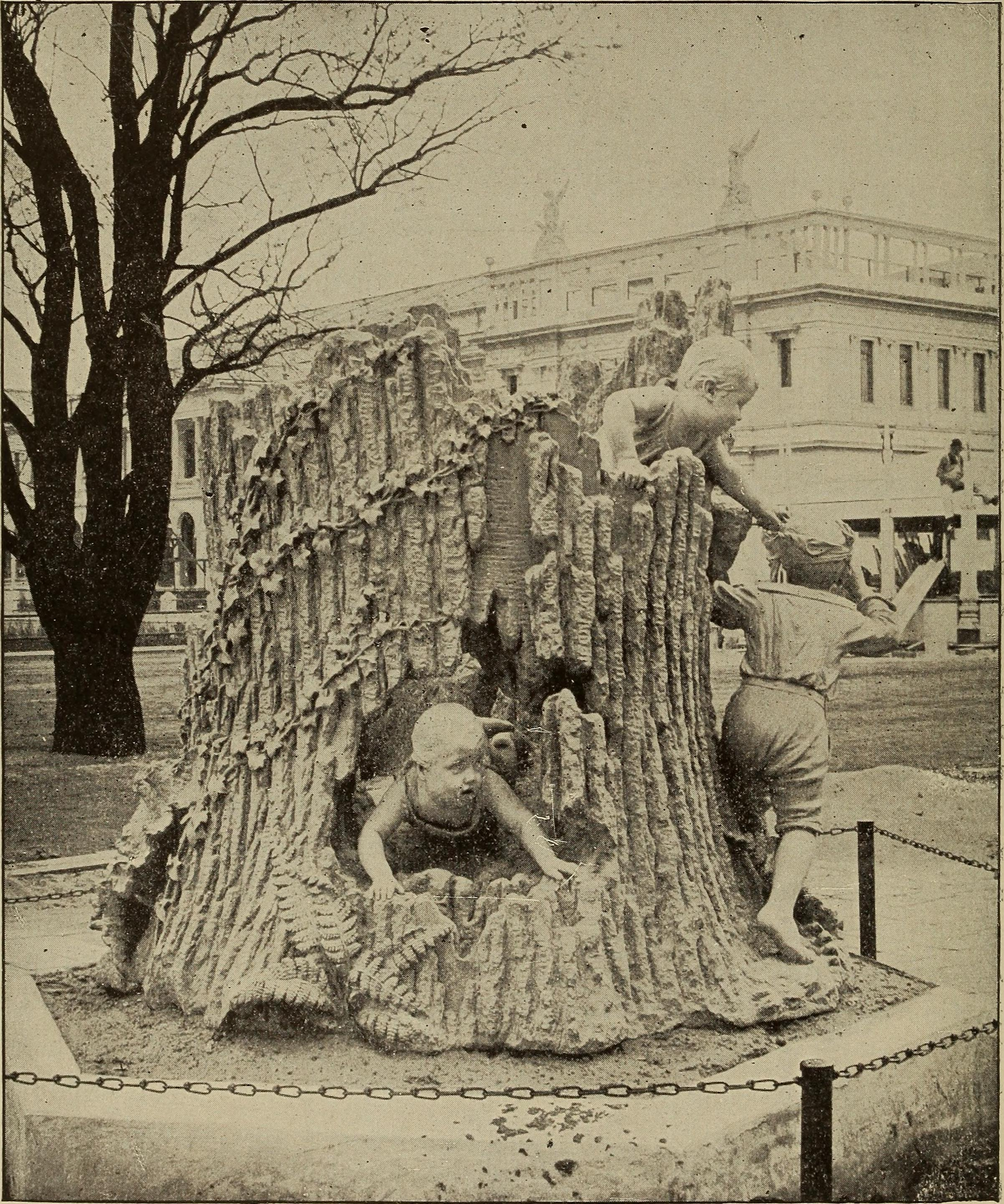
Hide and Seek. Grupo de esculturas em frente ao Edifício da Mulher
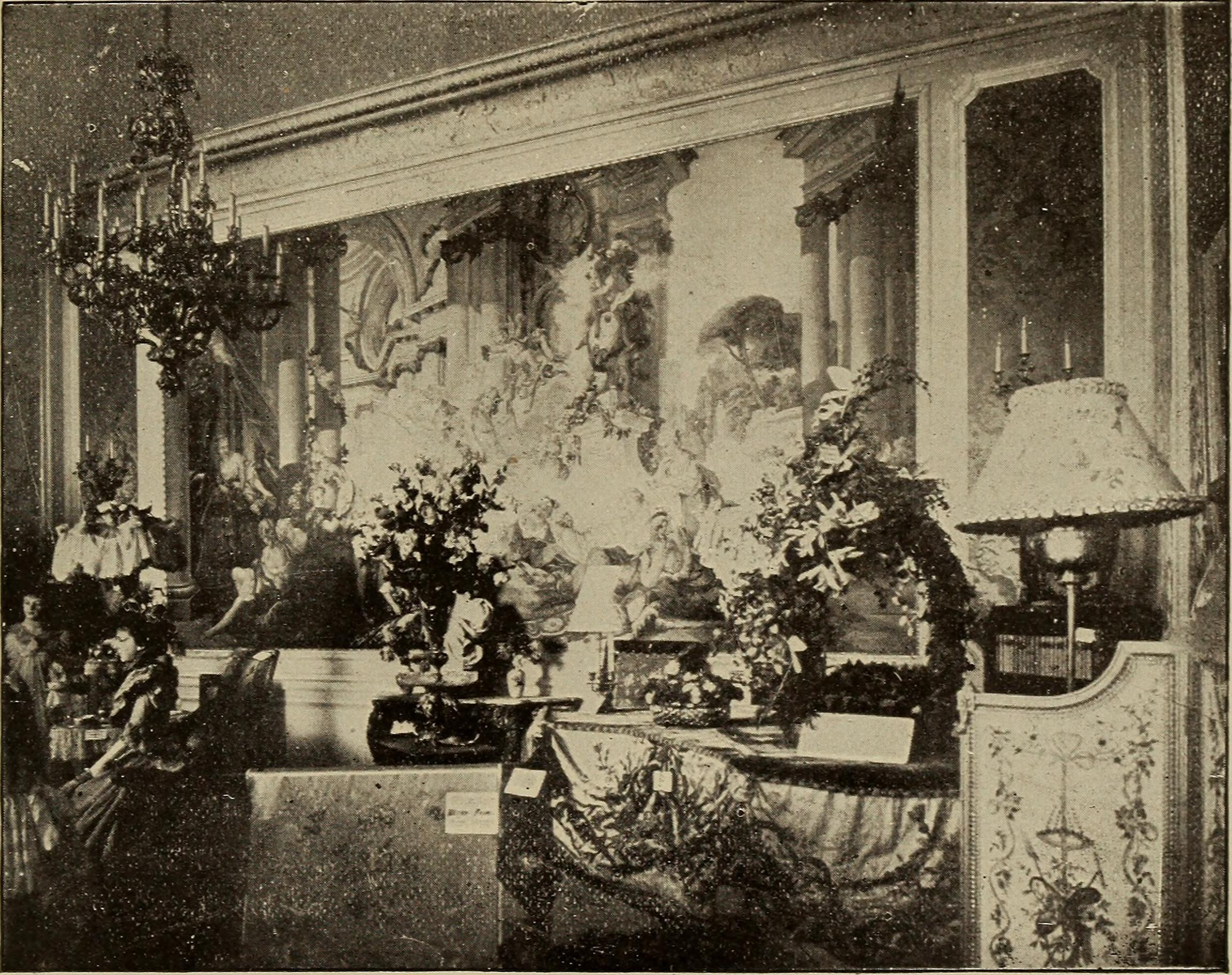
Parte da Exposição Francesa no Edifício da Mulher
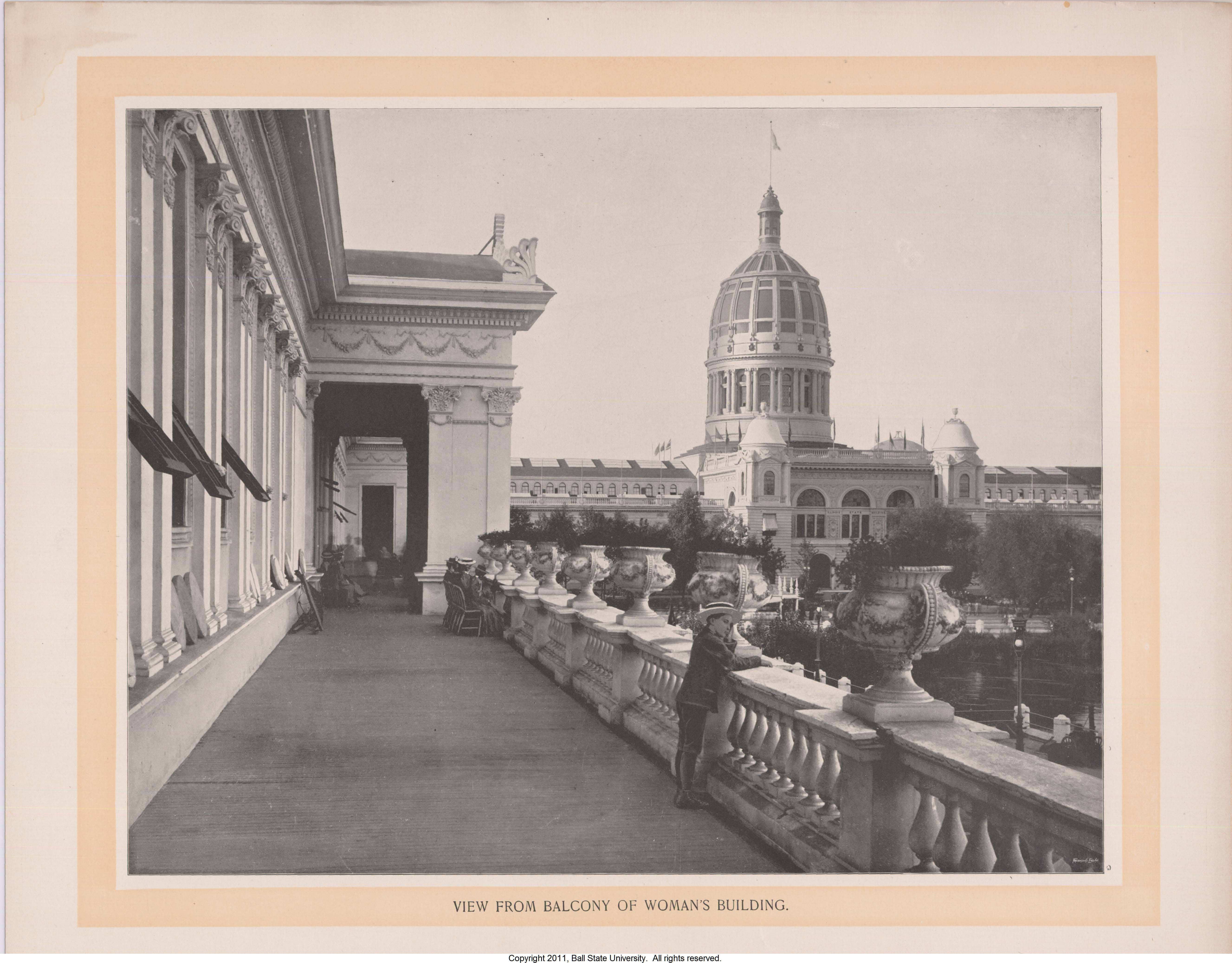
Vista da varanda do Edifício da Mulher, William Henry Jackson, 1893
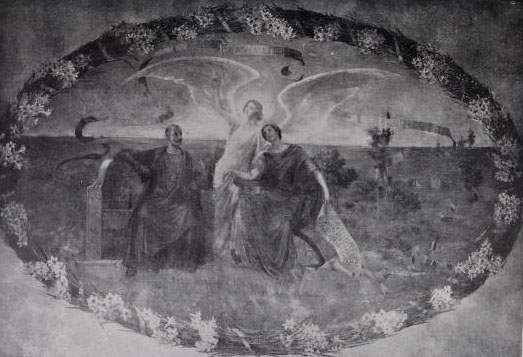
Mural do teto da biblioteca por Dora Wheeler Keith
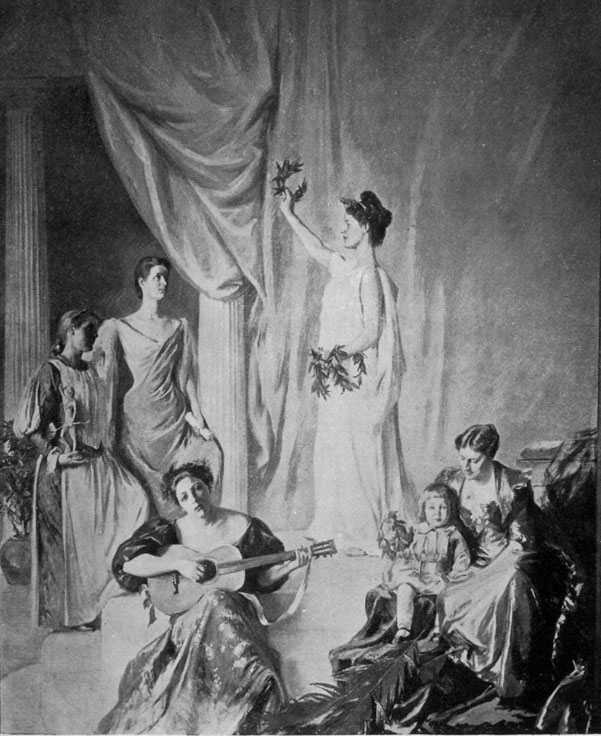
Mural The Republic's Welcome to Her Daughters por Rosina Emmet Sherwood